# Ras Ibn Hani
Ras Ibn Hani est un site archéologique situé en Syrie occidentale, près de l'actuelle Lattaquié. Il se trouve sur un cap surplombant la Mer Méditerranée. Il s'agit d'une ancienne résidence palatiale du XIIIe siècle av. J.-C., rattachée au royaume d'Ougarit, dont la capitale était située à quelques kilomètres, sur l'actuel site de Ras Shamra.

## Description
Le site a été découvert dans les années 1970, alors qu'on entreprenait la construction d'aménagements touristiques. D'abord exploré par des fouilles de sauvetage, des fouilles régulières s'y sont finalement déroulées sous la direction d'une équipe franco-syrienne, dirigée par Adnan Bounni et Jacques Lagarce.
Les vestiges de Ras Ibn Hani sont liés au pouvoir royal d'Ougarit : il s'agit d'anciennes résidences royales. À proximité se trouvent des tombes. Il semble que ces résidences aient survécu un temps à la chute du royaume d'Ougarit au début du XIIe siècle av. J.-C., et qu'elles ont été éventuellement occupées par les destructeurs de la capitale,.
Le site est en tout cas réoccupé à l'époque hellénistique, où on y construit une forteresse,.